# Spiaggia di Whitehaven
La spiaggia di Whitehaven si trova su Whitsunday Island, Queensland, in Australia, e si estende dalla spiaggia di Stockyard, nota come Chalkie's Beach, sulla Haslewood Island. L'isola è accessibile in barca, su idrovolante o in elicottero dalla spiaggia di Airlie o dall'isola di Hamilton. Lunga 7 km, la spiaggia è nota per le sue sabbie silicee bianche cristalline e le acque color turchese.

## Storia
La spiaggia fu scoperta e nominata nel 1879 dal comandante dello staff EP Bedwell. Whitehaven ha origine specifiche dall'omonima città inglese, uno dei tanti nomi dall'ex-contea inglese di Cumberland portati da Bedwell stesso, dopo che James Cook nel 1770 scoprì quelle che nominò le isole Cumberland.
La spiaggia fu premiata come la più pulita della regione di Queensland durante la Beach Challenge State Awards di Keep Australia Beautiful del 2008 . Nel luglio 2010, la spiaggia di Whitehaven fu nominata come miglior Spiagga Ecologica al mondo dalla CNN.com. Nel 2014, il sito TripAdvisor ha posto la spiaggia di Whitehaven tra le migliori cinque spiagge nel mondo.
Nel 2017, il Ciclone Debbie ha colpito la spiaggia, provocando gravi danni ed erosioni che hanno richiesto notevoli opere di ricostruzione al confine sudest.

## Geografia
La spiaggia di Whitehaven è nota per la sua sabbia bianca brillante, composta al 98% da silice pura. Poiché le rocce locali non ne contengono, si ritiene che le sabbie siano state portati sulla spiaggia dalle correnti marine prevalenti per milioni di anni.
Al contrario della sabbia normale, quella di Whitehaven non mantiene il calore, il che rende comodo camminarci sopra durante i periodi caldi. La sabbia è inoltre molto fine, e può danneggiare oggetti elettronici come telefoni e videocamere, ma è ideale per ripulire gioielli.